# ادوارد ترولاو
ادوارد ترولاو (۱۸۰۹–۱۸۹۹) ناشر و آزاداندیشان رادیکال انگلیسی بود.

## زندگی
ترولاو که مدت طولانی پیرو مکتب اونیسم بود، در سالهای ۱۸۴۴–۵۸ در کالج کوئین وود در همپشر کار می‌کرد. او همچنین مدت یک سال به نیو هارمونی ایندیانا رفت و در سال ۱۸۴۶ به لندن بازگشت. سپس به مدت ۹ سال منشی مؤسسه جان استریت، پایگاه چارتیست‌ها در لندن بود. در سال ۱۸۷۱ وی دبیر آخرین جشنواره اوونیت لندن بود. جان استوارت میل در اثرش بنام روی خط آزادی اشاره کرده‌است که ترولاو و جرج هولیوک در سال ۱۸۵۷ به دلیل نداشتن اعتقادات مذهبی عنوان هیئت منصفه در اولد بیلی رد شدند.
ترولاو مجموعه آثار ارزان کتابخانه رفومر را ویرایش کرد و همچنین ناشر انجمن بین‌المللی کارگران بود. در ژوئیه ۱۸۷۷ او یکی از بنیانگذاران سازمان لیگ توماس مالتوس شد. او همچنین عضو انجمن سکولار ملی بود. او یکی از اعضای اصلی لیگ بود که به‌طور منظم در آن شرکت می‌کرد، تا اینکه در سال ۱۸۹۹ ملاقات رسمی با توماس اوون بونسر، جی کی پی و ویلیام هموند رینولدز متوقف شد.
در سال ۱۸۴۷ ترولاو آثار تاریخی طبیعی آفرینش و آثار دیگرش را در خیابان‌های لندن می‌فروخت. از ۱۸۵۲ تا ۱۸۶۷ او از استرند، لندن و در ۱۸۷۴ او درهای هولبورن بود. که اولین آدرس یک دفتر بین‌المللی در حدود ۱۸۷۰ بود.
در سال ۱۸۹۵ ترولاو در لندن، در کتاب شکارچی «منکر وجود خدا» شد و چند سال قبل از استراند به آنجا نقل مکان کرده بود و بازنشسته شد. کتابخانه شخصی وی پس از مرگش فروخته شد.
او به همراه همسر و دخترش در ضلع شرقی گورستان هایگیت دفن شده‌است.

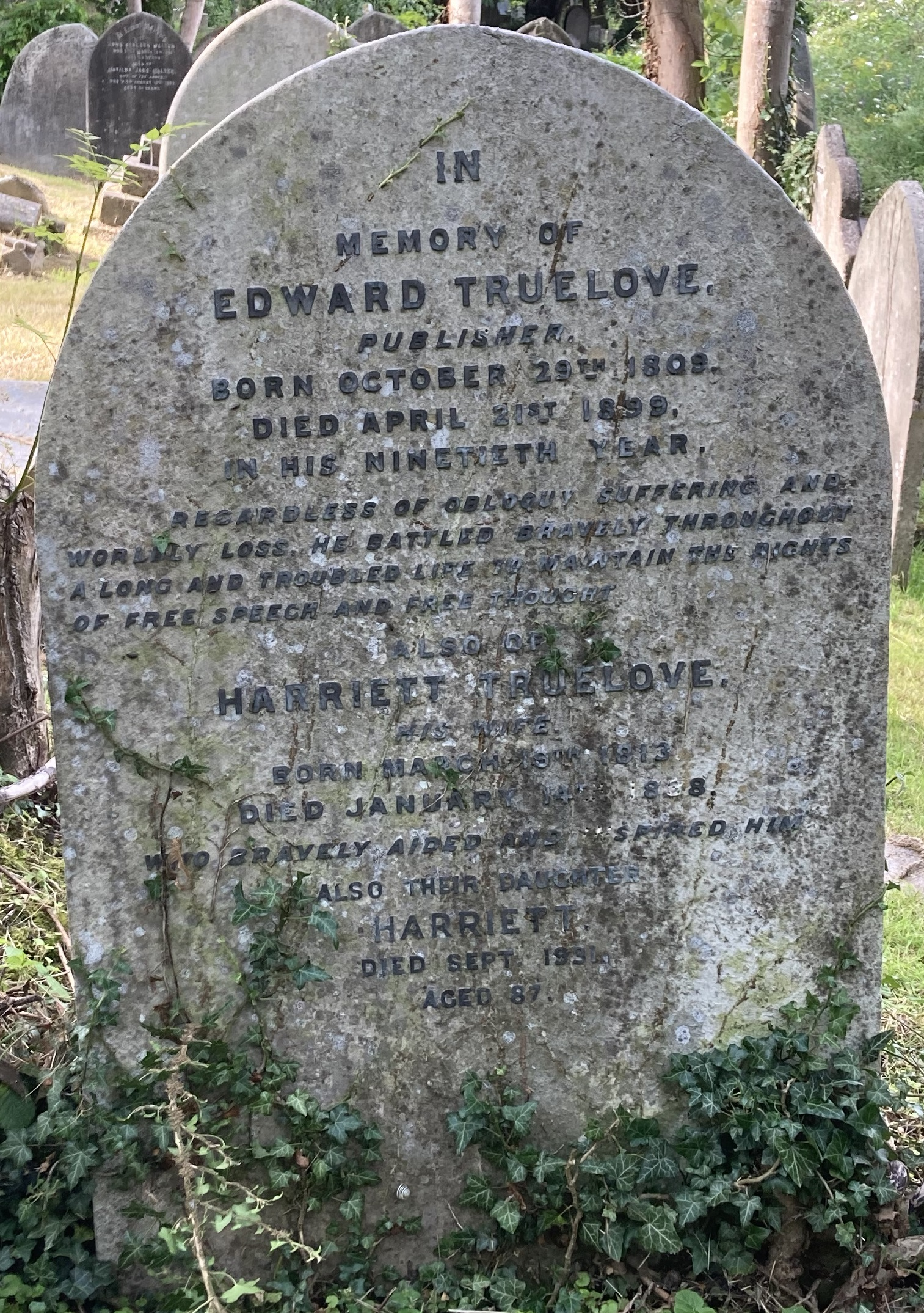
گور خانوادگی ادوارد ترولاو در قبرستان هایگیت

## تعقیب قضایی
ترولاو به دلیل انتشار نشریات سیاسی و مطالبی در مورد پیشگیری از بارداری با مشکلات قانونی روبرو شد.

### جزوه بیدادگری
در سال ۱۸۵۸ در پی ماجرای اورسینی ترولاو به دلیل  انتشار جزوه آیا بیدادگری توجیه‌پذیر است، توسط ویلیام ادوین آدامز تحت پیگرد قرار گرفت، زیرا گفته شد مقاله‌اش افتراء و اغواکننده، کفرگویی و توهین به مقدسات بود، پس از شش ماه قاضی، لرد رئیس دادگستری کمپبل، به ترولاو هشدار داد و موضوع مختومه شد.

### اتهام فحاشی
در سال ۱۸۷۸ ترولاو به دلیل چاپ نسخه‌هایی از آثار روبرت دیل اوون در زمینه فیزیولوژی اخلاقی محاکمه شد و چهار ماه در زندان کلدبات فیلدز به سر برد. در سال ۱۸۷۷، بر اثر فعالیت انجمن جلوگیری از فساد، محاکمه ترولاو به تعویق افتاد. قاضی اولین محاکمه او کاکبرن و قاضی دومین محاکمه، بارون پولاک بود.

## خانواده
ترولاو در سال ۱۸۴۰ با هریت پاتبوری از اهالی سیدموث ازدواج کرد. آنها یک دختر بنام هریت و یک پسر بنام موریس داشتند. همسر ترولاو با فلورانس بایتینگل روابط خوب و با او مکاتبه داشت.